# Prensa Libre
Prensa Libre es un periódico de Guatemala. Fue fundado en 1951 y desde 1996 está presente en internet.

## Historia
Prensa Libre fue fundado el 20 de agosto de 1951 por Pedro Julio García, Álvaro Contreras Vélez, Salvador Girón Collier, Mario Sandoval Figueroa e Isidoro Zarco Alfasa.

## Logros editoriales
En 2010, Con el mural "Guatemala Libre Crezca Fecunda".
Medalla de Plata. De los premios Internacionales de Infografía Malofiej Por la Universidad de Navarra. Pamplona, España Con el mural "Guatemala Libre Crezca Fecunda".
Medalla de Plata. En la categoría de infografía Por la Society for News Design, SND. Orlando, Florida, Estados Unidos.

## Productos
- Prensa Libre TV: Programa El Consultorio
- Clasificados – clasificados.prensalibre.com
- Tarjeta Libre – tarjetalibre.com
- App ¿Qué Sale Hoy?
- Revista D
- Revista Amiga
- Aula y Chicos
- The New York Times (Segmento para América Latina)
- Weekend
- Suplemento Mujer
- Yo Leo
- Guatevisión
- Viaje a Guatemala.com[1]